# Voronî, Kotelva
Voronî (în ucraineană Ворони) este un sat în comuna Kozlivșciîna din raionul Kotelva, regiunea Poltava, Ucraina.

## Demografie
Componența lingvistică a localității Voronî
     Ucraineană (94,74%)
     Rusă (5,26%)
Conform recensământului din 2001, majoritatea populației localității Voronî era vorbitoare de ucraineană (94,74%), existând în minoritate și vorbitori de rusă (5,26%).